# Project Dreams
Project Dreams è un singolo del DJ statunitense Marshmello e del rapper statunitense Roddy Ricch, pubblicato il 7 dicembre 2018 su etichetta Joytime Collective.

## Video musicale
Il video musicale è stato reso disponibile il 7 dicembre 2018, in concomitanza con l'uscita del brano.

## Tracce
Testi e musiche di Marshmello e Roddy Ricch.
1. Project Dreams – 2:47

## Formazione
Musicisti
- Roddy Ricch – voce
- Marshmello – programmazione

Produzione
- Marshmello – produzione
- Gehring Miller – produzione
- Manny Marroquin – missaggio

## Classifiche
| Classifica (2019) | Posizione massima |
| ----------------- | ----------------- |
| Belgio (Fiandre)  | 83                |
| Irlanda           | 48                |
| Lituania          | 78                |
| Stati Uniti       | 108               |